# 腎形亞側耳
腎形亞側耳，分布於台灣，日本，中國，歐洲，屬側耳科一種，色通常為灰褐色。另外，該種野菇也是木棲腐生的小菇類。